# Tittel

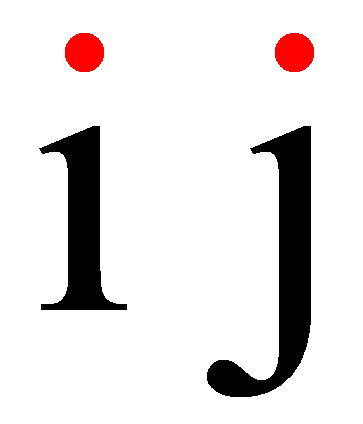
Kleine letter i en j in Times New Roman, met tittels in rood

Een tittel is een klein diakritisch teken of puntje op de i, j en soms ė. De tittel komt voor het eerst voor in oude Latijnse manuscripten uit de 11e eeuw, teneinde de i te kunnen onderscheiden van naburige letters.
Met een iets andere betekenis komt de tittel, in het Hebreeuws tagin genoemd voor in Bijbelse teksten.

## Tittel in Latijns schrift

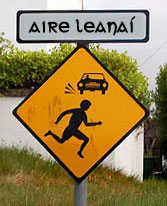
Iers waarschuwingsbord. Het verschil tussen een í (met accent) en een ı (zonder accent en zonder punt) is duidelijk.

In de meeste talen die met Latijns schrift worden geschreven, heeft de tittel geen betekenis.  Meestal staat er een tittel op de kleine i en j en niet op de hoofdletter.
Het Turks is een uitzondering. Daar kent men de i met en zonder tittel, en dat onderscheid wordt ook bij hoofdletters gemaakt.
Bezwaar van de tittel is dat een diakritisch teken op de i minder goed herkenbaar is. Wellicht is dat de reden waarom in het Iers vaak geen tittel op de i wordt geschreven.
|              | Hoofdletter | Kleine letter |                                                     |
| ------------ | ----------- | ------------- | --------------------------------------------------- |
| Meeste talen | I           | i             | Hoofdletter zonder tittel, kleine letter met tittel |
| Turks        | I           | ı             | Hoofdletter en kleine letter zonder tittel          |
| Turks        | İ           | i             | Hoofdletter en kleine letter met tittel             |

## Tittel in het Hebreeuws
De tagin en de jota zijn de kleinste tekens die in het Hebreeuwse schrift voorkomen. Bij het overschrijven van de wet, de Thora, mag het kleinste teken niet vergeten worden.
De tittel is dan ook vooral beroemd vanwege de nieuwtestamentische uitspraak "geen tittel of jota" (Matteüs 5:18). Voluit luidt dit vers: Totdat de hemel en de aarde voorbijgaan, zal er niet een jota noch een tittel van de wet voorbijgaan, totdat het alles zal zijn geschied (Leidsche Vertaling).
Volgens F.A. Stoett betekent tittel "hoegenaamd niets, oezel noch snee, zooals de Westvlamingen zeggen, spaan noch krul (in Jord. 355)". Deze uitdrukking kan ontleend zijn aan Matteüs 5:18 maar ook aan Lucas 16:17. De jod of jota is de kleinste Hebreeuwse letter, terwijl men onder een tittel destijds verstond de kleine puntjes of haaltjes, waardoor sommige Hebreeuwse medeklinkers van elkaar worden onderscheiden. Zo kan de medeklinker sjin afhankelijk van de plaats van de tagin zowel met sj als met s worden uitgesproken.

## Trivia
- In het gezegde "de puntjes op de i zetten" kan men het belang van de tittel terugvinden. Het gezegde beweert dus eigenlijk: wees secuur, en zorg dat uw werk 'tot in de puntjes' voor elkaar is.